# ビームフラッシュ
ビームフラッシュはじゃんけんから派生した遊び。

## ルール
大きく『じゃんけん部』と『ポーズ部』に分けられる。
- 「じゃんけん、ポイ、ポイ、どっち引くの、こっち引くの」という唱和とともに、二度の「ポイ」の掛け声で『手』を2つ出し、「こっち引くの」でどちらかの手を選択してじゃんけんを行う。
- 勝ったほうを『親』とし、親は「あんた馬鹿ね」と言い（この時にあっち向いてホイを行うルールもある）、ポーズ部に移る。（あいこの時は、「あいこでポイポイ」とじゃんけんをやり直す）「あんた馬鹿ね」を言いながらデコピンをする地域もある（三重県）
- 「ビームフラッシュ」あるいは「ビームシュワッチ」の掛け声とともに、ウルトラマンの光線技のジェスチャーを行う。親と同じポーズを子がとれば親の勝ちとなる。（一部では「グリンピース」という掛け声も存在するが、これは「ビームフラッシュ」を聞き違えたものが、誤ったまま年少児に伝えられたものと推測される）
（光線技のジェスチャーは、基本的に「スペシウム光線」（ウルトラマン）、「エメリウム光線」（ウルトラセブン）、「ワイドショット」（ウルトラセブン）の3種類を用いるが、他のウルトラ兄弟のものを使用することもある。）
  - 「スペシウム光線」：右肩の前あたりで、右下腕を縦、左下腕を横にして十字に交差させる
  - 「エメリウム光線」：閉じた「チョキ」の手を敬礼の要領で眉間に持っていく
  - 「ワイドショット」：右胸の前あたりで、右下腕を縦、左下腕を横にしてL字にする
- 一部ではポーズ部で最終的な勝敗を決めるルールもある。この場合、使用するポーズをじゃんけんの各手に見立てて勝敗を決める。

## じゃんけんのバリエーション
- 「じゃんけんホイホイ、どっち隠す、こっち隠す」(関西・北海道・福島県)
- 「あいけんちっちー、どっち引くの、こっち引くの」(三重県北部・北海道)
- 「じゃんけんホイホイ、どっち出すの、こっち出すの」（「ホイ」の掛け声で腕を胸の前でクロスさせ、「こっち出すの」でどちらかの手を前に出す）(大阪府・鹿児島県・富山県西部)
- 「じゃんけんポイポイ、どっち出すの、こっち出すの」（「ポイ」の掛け声で腕を胸の前でクロスさせ、「こっち出すの」でどちらかの手を前に出す）(東京都)
- 「じゃんけんホイホイ、どっちか替えて、どっちか引いて」（「ホイ」の掛け声で腕をクロスさせ、「どっちか替えて」でどちらかの『手』を任意に変更する）（山形県内陸）
- 「じゃんけんホイホイ、いっこ変えて、いっこ出して」（長崎?）
- 「じゃんけんホイホイ、どっち引くの、こっち引くの」（福島県いわき市・大阪市平野区）
- 「じゃんけんポイポイ、どっち引くの、こっち引くの」（兵庫県・大阪府）
- 「じゃんけんシュッシュッ、どっち隠す、こっち隠す」（北海道）
- 「じゃんけんぽっぽ、どっちか変えて、どっちか引っ込める」(愛知県西三河南部)
- 「じゃんけんホイホイ、どっち引くの～、あ、こっち引くの～」（大阪）

## 「あんた馬鹿ね」に続く掛け声
- 「あんたチョット馬鹿ね。あんたよりましよ」
- 「あんたチョット馬鹿ね。あんたよりましよ。それなら勝負、ビームフラッシュ！」(富山)
- 「あんたチョット馬鹿ね。あんたよりましよ。ビームシュワッチ!!」(岐阜)
- 「あんたチョット馬鹿ね、大馬鹿ね。あんたよりましよ」
- 「あんたチョット馬鹿ね、ターイムショック!!」（三重）
- 「あんたチョット馬鹿ね、生まれつき」（関西）
- 「あんた馬鹿ね。大馬鹿ね。病院で、手術して、お葬式、待ってるわ」句読点の位置であっち向いてホイを行う。子は引っかかった回数だけ親の命令に従わなければならない。(関西？)
- 「あんた馬鹿ね。大馬鹿ね。くるまにひかれて死んじまえ」（福島県いわき市）
- 「あんた馬鹿ね。ほっといて」(関西)
- 「あんた馬鹿ね。悪かったね」(北海道)
- 「あんた馬鹿ね。わたし天才」(北海道)
- 「あんた馬鹿ね。ぼくみじめ」(北海道)
- 「あんた馬鹿ね。あんたよりマシよ」(千葉県・新潟県・兵庫県)
- 「あんた馬鹿ね。そっちこそ」(東京都)
- 「あんたちょっと馬鹿ね。ビームフラッシュ」(東京都)
- 「あんた馬鹿ね。失礼ね」(徳島県)
- 「あんた馬鹿ね。ホットケーキ！」
- 「あんた馬鹿ね。ビームフラッシュ！」(大阪府？)
- 「あんた馬鹿ね。バカじゃないよ。ビームフラッシュ」(大分県)
- 「あんた馬鹿ね。あんたよりマシよ。グリンピース」（埼玉県）
- 「あんた馬鹿ね。ターイムショック!!」（大阪市平野区）
- 「あんたチョット馬鹿ね。そんなことないよ。ビームフラッシュ！」（静岡中部）
- 「あんた馬鹿ね。馬鹿じゃないわよ。グリーンピース！」(和歌山県北部)
- 「あんたちょっと馬鹿ね。あんたよりましよ。グリンピース！」（奈良県北部）
- 「あんた馬鹿ね。そうかもね。グリンピース！」（京都）
- 「あんた馬鹿ね。大馬鹿ね。自殺して、死んじまえ！」（大阪）
- 「あんたちょっと馬鹿ね。大馬鹿ね。あんたよりましよ。グリーンピース！」